# Лилафиред
Лилафиред (мађ. Lillafüred) је насељено место у Мађарској. Лилафиред је један од насеља у оквиру жупаније Боршод-Абауј-Земплен. Званично је део Мишколца, иако је удаљен скоро 12 километара од града, у планини Бик. Лилафиред је туристичко место.
Један од највиших делова Мишколца, у региону Бук, на ушћу реке Синва у Гарадну, дуж јавног пута 2505. Његов значај са туристичке перспективе је изузетан, једно је од најзначајнијих туристичких насеља у региону Бук.

## Геолошка структура
Насупрот лаке железничке станице, слојеви доломита Хамор стоје нагнути у вертикални положај. Они су депоновани током тријаског периода историје Земље, пре око 200 милиона година, из остатака кречњачких скелета морских организама. Формирање седимената је прекинуто вулканизмом острвског лука. Његов производ, андезит, може се видети у близини месне аутобуске станице. Слојеви, који су првобитно били постављени хоризонтално, нагнути су са свог првобитног положаја од стране снага алпске планинске формације. Дубоко закопане стене су тада прекривене Аргилошистом.

## Историја
Мало природно језеро настало на ушћу два потока у долини Гарадне преграђено је 1813. године браном која је затварала долину да би се обезбедила вода потребна за рад гвоздених чекића, чекића на водени погон.
Почетком 1890-их, гроф Андраш Бетлен, министар пољопривреде, одлучио је да изгради владино одмаралиште у близини језера Хамори. Насеље је добило име по Бетленовој нећакињи, Ержебет Вај, чији је надимак био Лила (Лила је била сестра Елемера Ваја, тадашњег главног судије округа Боршод).
Када је гувернер Миклош Хорти именовао грофа Иштвана Бетлена за премијера 1921. године, нови шеф владе је дао изградити хотел Палас уз подршку Лиге народа. Између 1926. и 1930. геолог Ференц Паваи-Вајна је овде истраживао топлу воду, али је бушење заустављено на дубини од 734,5 метара, На његовом месту данас стоји споменик. Изградњу је до данас пратило неколико великих туристичких развоја.
Река Синва се првобитно уливала у језеро Хамори, а водопад Лилафиред настао је током изградње хотела Палас. Данас је то највиши водопад у Мађарској.
Раније је, пре промене режима, на обали језера Хамори деловао мистериозни војни објекат под називом Стена. Ово је касније постало дискотека, па туристички смештај, који се тренутно не користи. Некада је у згради станице радила пошта.
- Грофица Пејачевић Тивадарне р. Бароница Ержебет (Лила) Вај од Ваја
- Језеро Хамори поред хотела Палота
- Камена капија усечена је у доломит Хамор у долини Синва
- Продавница сувенира
- Богородица и дете Исус, камена капела на падини планине